# Tipula intacta
Tipula intacta är en tvåvingeart som beskrevs av Alexander 1933. Tipula intacta ingår i släktet Tipula och familjen storharkrankar. Inga underarter finns listade i Catalogue of Life.